# Lodore

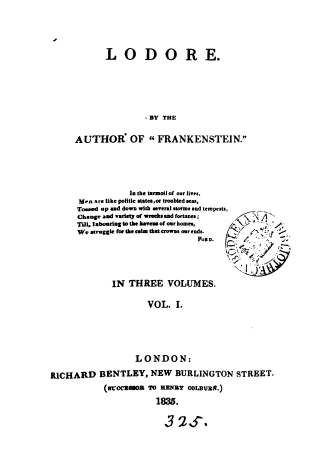
Titelseite von Lodore (1835)

Lodore, auch unter dem Titel The Beautiful Widow veröffentlicht, ist ein Roman der Autorin Mary Shelley. Sie schloss ihre Arbeiten 1833 an diesem Buch ab und veröffentlichte es 1835.

## Handlung
In Lodore behandelt Mary Shelley erneut das Thema von Macht und Verantwortung, konzentriert sich hier aber auf den Mikrokosmos einer Familie. Der zentrale Handlungsstrang folgt dem Schicksal der Frau und Tochter der Titelperson, Lord Lodore, der nach einem Duell stirbt. Die Hinterbliebenen haben eine Vielzahl legaler, finanzieller und familiärer Probleme zu überwinden. Ethel, die Tochter Lodores, ist es gewohnt, unter väterlicher Kontrolle zu stehen. Seine von ihm seit langem entfremdete Frau Lady Cornelia steht vor allem unter dem Einfluss der Konventionen und Normen aristokratischen Lebens. Die intellektuelle und unabhängige Fanny Derham stellt den Kontrast zu diesen beiden Personen dar.
Nach Ansicht der gegenwärtigen Herausgeberin des Romans, Lisa Vargo, thematisiert hier Mary Shelley erneut politische und ideologische Fragen. Insbesondere die Bildung und die soziale Rolle von Frauen werden hinterfragt. Nach Ansicht Vargos kritisiert Mary Shelley mit ihrem Roman die patriarchalische Gesellschaft, die die Geschlechter voneinander trennt und Frauen in eine Abhängigkeit bringt. Nach Ansicht der Literaturwissenschaftlerin und Shelley-Expertin Betty T. Bennett fordert Mary Shelley mit diesem Roman erneut eine gleichberechtigte Erziehung beider Geschlechter, da dies soziale Gerechtigkeit sowie eine intellektuelle Fähigkeit mit sich bringe, mit den Schicksalsschlägen des Lebens zurechtzukommen.

## Rezeption
Lodore wurde bei seinem Erscheinen wohlwollend von den Kritikern aufgenommen. Fraser’s Magazine pries seine Gedankentiefe und The Literary Gazette nahm den Roman zum Anlass, Mary Shelley als eine der originellsten der zeitgenössischen Schriftsteller zu bezeichnen. Kritiker des ausgehenden 19. Jahrhunderts waren zurückhaltender. 1886 bezeichnete Edward Dowden den Roman als eine Biographie, die man zugunsten eines Romans umgebogen habe. 1889 hielt Florence Marshall fest, dass Lodore altmodisch geschrieben sei.

## Belege